# The Revenant (nhạc phim)
The Revenant: Original Motion Picture Soundtrack là một album nhạc được viết dành riêng cho bộ phim năm 2015, Người về từ cõi chết do Sakamoto Ryūichi và Alva Noto sáng tác cùng với sự hỗ trợ của Bryce Dessner. Album được phát hành kỹ thuật số vào ngày 25 tháng 12 năm 2015 và trên CD vào ngày 8 tháng 1 năm 2016 bởi Milan Records.

## Tổng quan
Vào tháng 9 năm 2015, nhạc sĩ Nhật Bản Sakamoto Ryūichi chính thức trở thành người viết nhạc cho bộ phim Người về từ cõi chết của đạo diễn Alejandro González Iñárritu. Hai người ban đầu đã tiếp xúc với nhau sau khi Iñárritu sử dụng các bài hát của Sakamoto trong bộ phim Babel năm 2006 của ông. Sau một thời gian gián đoạn sáng tác kéo dài một năm kể từ năm 2014 sau khi được chẩn đoán mắc một loại ung thư vòm họng, Sakamoto đánh dấu sự trở lại của mình với album The Revenant, bất chấp vị nhạc sĩ vẫn đang trong giai đoạn phục hồi. Vào tháng 10 năm 2015, có thông tin tiết lộ rằng Alva Noto (nghệ danh của Carsten Nicolai) và Bryce Dessner của ban nhạc nổi tiếng The National sẽ cùng Sakamoto soạn nhạc cho bộ phim. Alva Noto, với tư cách là một cộng tác viên lâu năm của Sakamoto, được Sakamoto đích thân nhờ vả do những lo ngại về sức khỏe để hoàn thành album nhạc. Trong một cuộc phỏng vấn với tạp chí Rolling Stone, Sakamoto nói: "Lý do tôi nhờ vả Carsten đơn giản là về mặt thể chất, thời lượng âm nhạc cho bộ phim này là khổng lồ... Và tự nhiên Alejandro muốn nhạc acoustic, như dây đàn hoặc bất cứ thứ gì và rất, ừm, nhạc điện tử sắc sảo. Nhạc được gia công. Vì vậy, dường như rất bình thường khi nhờ vả Carsten anh biết không?"
Các buổi soạn nhạc chính với Sakamoto diễn ra trong suốt tháng 10 năm 2015 tại Sân khấu soạn nhạc Seattlemusic của Bastyr Chapel ở Seattle.
Milan Records đã phát hành album nhạc phim kỹ thuật số vào ngày 25 tháng 12 năm 2015 và trên CD vào ngày 8 tháng 1 năm 2016. Trong khi album nhạc phim có âm nhạc được sáng tác riêng cho bộ phim, có nhiều tác phẩm đương đại đặc trưng trong phim.

## Tiếp nhận
| Đánh giá chuyên môn  | Đánh giá chuyên môn |
| Nguồn đánh giá       | Nguồn đánh giá      |
| Nguồn                | Đánh giá            |
| -------------------- | ------------------- |
| The Arts Desk        | [ 13 ]              |
| éclat                | [ 14 ]              |
| Consequence of Sound | (có triển vọng)     |
| NPR                  | (có triển vọng)     |
| Pitchfork Media      | 7.3/10              |
| Soundtrack Dreams    | 100%                |
| Soundtrack Geek      | 100%                |

Album đã nhận được vô số đánh giá tích cực.

Viết cho tạp chí New York, Justin Davidson đã so sánh tác phẩm của Sakamoto với tác phẩm đương thời của Ennio Morricone viết cho The Hateful Eight, nêu rõ: 
 Iñárritu đã đưa ra một lựa chọn hoàn toàn khác trong việc tìm kiếm các nhà soạn nhạc: Ryuichi Sakamoto, người đến với bộ phim từ các nghiên cứu thí nghiệm trong ngành điện tử học... Sakamoto là một lợi thế thành công hơn. Cả hai bộ phim đều có những tình huống đổ máu không thể tránh khỏi, xen giữa là những khoảng trầm buồn... Sakamoto dần dần tiến bộ thông qua các hợp âm băng giá xây dựng xung quanh chân trời của những âm vực mạnh mẽ... Bản nhạc không chạy theo quá nhiều hành động mà tự mình dẫn dắt chúng, thúc giục những chiến binh tiếp tục phấn đấu, ngay cả khi nó lột tả sự rồ dại trong trí tưởng tượng đơn độc của họ. 
 Album nhạc đã nhận được đề cử cho hạng mục Nhạc phim hay nhất tại Giải thưởng Quả cầu vàng 2016 và Nhạc phim hay nhất tại Giải thưởng Điện ảnh Viện hàn lâm Anh 2016 (BAFTAs). Cả hai đề cử của ông đều thất bại trước nhạc nền của Morricone.

Sáng tác của Sakamoto tuy vậy lại không đủ điều kiện cho Giải Oscar với hạng mục Nhạc phim hay nhất tại Oscar 2016 vì nó được "ghép từ âm nhạc của nhiều hơn một nhà soạn nhạc". 20th Century Fox đã kháng cáo quyết định này và Sakamoto đã viết một lá thư cho Viện hàn lâm giải thích công việc của mình. Đạo diễn Iñárritu đặc biệt không hài lòng về quyết định này. Phát biểu trên tờ Indiewire, Iñárritu nói: 
 Giải thưởng của Viện hàn lâm đang yêu cầu các nhạc sĩ trẻ phải có cách tiếp cận hẹp trong việc làm nhạc cho phim. Điều đó thật đáng buồn, họ nên khám phá những phương thức mới mẻ. Âm nhạc rất mạnh mẽ, đó là một sự xấu hổ không thể phủ nhận. Đây là lần thứ hai họ không làm được điều đúng đắn cho những người đồng sự của mình. Và điều này thật tai tiếng. 

### Danh sách các bản nhạc trong album
| STT              | Nhan đề                                  | Nghệ sĩ                                     | Thời lượng |
| ---------------- | ---------------------------------------- | ------------------------------------------- | ---------- |
| 1.               | "The Revenant Main Theme"                | Ryuichi Sakamoto                            | 2:41       |
| 2.               | "Hawk Punished"                          | Alva Noto & Bryce Dessner                   | 2:14       |
| 3.               | "Carrying Glass"                         | Ryuichi Sakamoto & Alva Noto                | 3:07       |
| 4.               | "First Dream"                            | Ryuichi Sakamoto & Alva Noto                | 3:05       |
| 5.               | "Killing Hawk"                           | Ryuichi Sakamoto                            | 3:49       |
| 6.               | "Discovering River"                      | Ryuichi Sakamoto                            | 1:11       |
| 7.               | "Goodbye to Hawk"                        | Ryuichi Sakamoto                            | 3:41       |
| 8.               | "Discovering Buffalo"                    | Ryuichi Sakamoto & Alva Noto                | 2:43       |
| 9.               | "Hell Ensemble"                          | Ryuichi Sakamoto                            | 2:38       |
| 10.              | "Glass and Buffalo Warrior Travel"       | Ryuichi Sakamoto                            | 1:51       |
| 11.              | "Arriving at Fort Kiowa"                 | Ryuichi Sakamoto                            | 1:21       |
| 12.              | "Church Dream"                           | Ryuichi Sakamoto & Alva Noto                | 2:38       |
| 13.              | "Powaqa Rescue"                          | Ryuichi Sakamoto, Alva Noto & Bryce Dessner | 5:35       |
| 14.              | "Imagining Buffalo"                      | Bryce Dessner                               | 2:39       |
| 15.              | "The Revenant Theme 2"                   | Ryuichi Sakamoto                            | 1:54       |
| 16.              | "Second Dream"                           | Ryuichi Sakamoto & Alva Noto                | 1:13       |
| 17.              | "Out of Horse"                           | Ryuichi Sakamoto                            | 3:57       |
| 18.              | "Looking for Glass"                      | Bryce Dessner                               | 2:51       |
| 19.              | "Cat & Mouse"                            | Ryuichi Sakamoto, Alva Noto & Bryce Dessner | 5:42       |
| 20.              | "The Revenant Main Theme Atmospheric"    | Ryuichi Sakamoto                            | 2:50       |
| 21.              | "Final Fight"                            | Ryuichi Sakamoto & Bryce Dessner            | 6:35       |
| 22.              | "The End"                                | Ryuichi Sakamoto                            | 2:16       |
| 23.              | "The Revenant Theme (Alva Noto Remodel)" | Ryuichi Sakamoto & Alva Noto                | 4:00       |
| Tổng thời lượng: | Tổng thời lượng:                         | Tổng thời lượng:                            | 70:43      |

## Âm nhạc bổ sung
Âm nhạc bổ sung xuất hiện trong The Revenant:
| Tiêu đề | Nhạc sĩ                                        | Cảnh chính/Ghi chú |
| --- | ---------------------------------------------- | --- |
| "Arikara Elder" | Chesley Wilson                                 | Trình diễn bởi nam diễn viên Chesley Wilson ở phần cuối của cuộc phục kích Arikara. |
| "Qilyuan" | John Luther Adams                              | Được phát khi bắt đầu cuộc phục kích Arikara. |
| "Become Ocean" | John Luther Adams                              | Được phát trong trận phục kích Arikara. Tác phẩm của Adams cũng có mặt trong đoạn giới thiệu chính thức đầu tiên của bộ phim.                                                                    |
| "Haloid Xerrox Copy 11" | Alva Noto                                      | |
| "Xerrox Spiegel" | Alva Noto                                      | Được phát khi Hugh Glass rời bỏ đứa con trai và đi về phía tây. |
| "Haloid Xerrox Copy 1" | Alva Noto                                      | |
| "Xerrox Spark" | Alva Noto                                      | |
| "Jetsun Mila (Trích)" | Éliane Radigue                                 | |
| "The Place Where You Go to Listen" | John Luther Adams                              | |
| "Miss McLeod's Reel" | Michael Fraser, Scott Duncan                   | |
| "Harakiri Opening (từ Harakiri – Death of a Samurai với sự tham gia của Ichikawa Ebizō XI từ bộ phim Taiga của đài NHK, Hana no Ran và Eita từ bộ phim truyền hình trên kênh Fuji của Nhật Bản, Người bạn cuối cùng)" | Ryuichi Sakamoto                               | |
| "Messiaen: Oraison" | Olivier Messiaen                               | Được phát khi Glass trồi lên từ xác của con ngựa chết. Bản nhạc này được trích từ phần thứ tư của Fête des belles eaux do Messiaen sáng tác và sau đó được đưa vào Quatuor pour la fin du temps. |
| "Taboos" | Ryuichi Sakamoto                               | |
| "Glacier" | Ryuichi Sakamoto, Skúli Sverrisson, Ren Takada | |
| "Stoukur" | Hildur Guðnadóttir                             | |
| "Op.1–1" | Ryoji Ikeda                                    | |
| " Duoon " | Alva Noto + Ryuichi Sakamoto                   | |
| "Viisari" | Vladislav Delay                                | |
| "Lachrimae" | Bryce Dessner                                  | |
| "Viaton" | Vladislav Delay                                | |
| "Whitten" | Hildur Guðnadóttir                             | |

## Biểu đồ
| Chart (2016)                   | Peak position |
| ------------------------------ | ------------- |
| Album Bỉ (Ultratop Vlaanderen) | 154           |